# Strage di via Pipitone
(Prima pagina del quotidiano L'Unità che dava la notizia della strage)
La strage di via Pipitone Federico fu un attentato di stampo terroristico-mafioso compiuto da Cosa Nostra il 29 luglio 1983 a Palermo. L'attentato avvenne nel centro della città, in via Giuseppe Pipitone Federico all'altezza del civico 59, presso l'abitazione di Rocco Chinnici, magistrato fondatore del pool antimafia.
Nell'attentato morirono quattro persone: Rocco Chinnici, Mario Trapassi, Salvatore Bartolotta e Stefano Li Sacchi.

## Storia
L'attentato fu compiuto alle 08:05 di venerdì 29 luglio quando una FIAT 126 color verde oliva carica con 75 Kg di tritolo fu fatta esplodere con un telecomando a distanza, proprio nel momento in cui il magistrato Rocco Chinnici, 58 anni, stava salendo in macchina per recarsi al palazzo di giustizia. Il meccanismo d'innesco dell'ordigno utilizzava un radiocomando a distanza, come quelli adoperati nel modellismo, il cui raggio di azione può in alcuni casi raggiungere i due chilometri. L’attivazione doveva essere a vista, perché l’obiettivo da colpire doveva essere sotto il controllo diretto di colui che avrebbe dovuto inviare il radio-impulso: infatti nelle vicinanze si trovava parcheggiato un furgone rubato con a bordo Antonino Madonia, boss di Resuttana, e Giovan Battista Ferrante (mafioso di San Lorenzo) mentre una seconda vettura con a bordo Giuseppe Giacomo Gambino e Raffaele Ganci pattugliava la zona; al momento dell'uscita del giudice dal portone, Madonia si nascose nel cassone del furgone ed attivò il telecomando che provocò la devastante esplosione.
Insieme al cinquantottenne Chinnici, persero la vita il maresciallo dei carabinieri Mario Trapassi, l'appuntato Salvatore Bartolotta (entrambi addetti alla scorta) e il portiere dello stabile Stefano Li Sacchi. Rimasero inoltre coinvolte numerose altre persone tra passanti casuali e altri membri della scorta del magistrato: in tutto vi furono 17 feriti, tra i quali i carabinieri della scorta Lo Nigro, Amato e Pecoraro e Giovanni Paparcuri, autista della blindata del Ministero di Grazia e Giustizia del giudice Chinnici, che sopravvisse miracolosamente, riportando però gravi danni fisici.
All’epoca dei fatti non esisteva una zona di divieto di sosta con rimozione per gli obiettivi a rischio e le auto erano parcheggiate regolarmente ai lati della strada. Inoltre, non venivano ancora adottate misure di bonifica preventiva delle zone a rischio, per cui nessun accertamento veniva svolto sulle auto in sosta.
Il Colonnello dei Carabinieri Angiolo Pellegrini, redattore del rapporto giudiziario, ha così ricostruito lo scenario della strage di via Pipitone Federico nell'udienza del 15 giugno 1999: «macchine danneggiate, vetrine e saracinesche danneggiate, le mura dei palazzi circostanti sembravano colpite da bombe o da colpi di mitragliatrice e di fronte al portone dove c’era l’abitazione del dottore Chinnici la strada risultava scavata, c’era una fossa profonda, abbastanza profonda e quindi si vedeva chiaramente che c’era stata una fortissima esplosione che aveva coinvolto per alcune decine di metri tutto ciò che esisteva sulla strada».
Tutte le abitazioni circostanti furono interessate dallo scoppio e pezzi metallici di autovettura furono proiettati a notevole distanza. In particolare, il tettuccio dell’auto-bomba fu trovato in prossimità della portineria di un immobile sito in via Villa Sperlinga, proiettato lì dopo avere superato il palazzo di via Pipitone Federico alto 26 metri. Le analisi peritali consentirono di accertare che l’esplosivo adoperato per l’attentato era del tipo “tritolo” (TNT), aggiungendo che in campo civile il tritolo è miscelato con un sale inorganico, il nitrato di ammonio, in percentuali diverse che dipendono dal produttore, in quanto questa sostanza aumenta il potere deflagrante del tritolo. L'esplosivo venne procurato da Giovanni Brusca, che lo reperì presso una cava a San Cipirello.
Tra i reperti più significativi furono individuati le targhe apposte sull’auto-bomba (PA 426847), risultate rubate nella notte tra il 28 ed il 29 luglio 1983 dall’autovettura di Salvatore Santonicito, che aveva sporto denuncia orale già alle ore 6.45 del 29 luglio 1983, e il numero del telaio dal quale era stato possibile risalire al proprietario del mezzo, Andrea Ribaudo, titolare di un'autoscuola in via Marino Magliocco, che aveva presentato denuncia alla Stazione dei Carabinieri di Uditore qualche ora dopo il furto avvenuto alle ore 11,30 del 27 luglio 1983. L'auto venne infatti rubata dai fratelli Stefano e Calogero Ganci e da Francesco Paolo Anzelmo (mafiosi della Noce) e portata in un garage nella disponibilità di Vincenzo Galatolo ("uomo d'onore" dell'Acquasanta), dove Antonino Madonia e Giovanni Brusca provvidero ad imbottirla di esplosivo e poi a parcheggiarla in via Pipitone.
I primi a recarsi sul posto furono i due figli di Rocco Chinnici, Elvira e Giovanni, che al momento dell'esplosione si trovavano in casa. Il magistrato stava coordinando le indagini sull'omicidio del prefetto Carlo Alberto dalla Chiesa e aveva annunciato per i giorni successivi importanti nuovi sviluppi a proposito; inoltre nella sua agenda c'erano vari approfondimenti sulle indagini relative ai rifornimenti di eroina dei clan mafiosi siciliani.
Durante i funerali svoltisi nella chiesa di San Domenico l'allora cardinale Salvatore Pappalardo dichiarò nella sua omelia: «Si è parlato in questi ultimi tempi di voler erigere un monumento alle vittime della mafia: è un gesto che, dove e come lo si voglia fare, può avere il suo significato ma certo il monumento più valido è il nome onorato che questi caduti lasciano ai loro figli e alla nazione tutta: è l'esempio del dovere compiuto fino al sacrificio.»

## Mandanti
L’uccisione del giudice Chinnici fu voluta dai cugini Ignazio e Nino Salvo e ordinata dalla cupola mafiosa per le indagini che il magistrato conduceva sui collegamenti tra la mafia e i santuari politico-economici. I Salvo appartenevano alla famiglia di Salemi e avevano un ruolo di raccordo, nel panorama politico siciliano, quali esponenti di spicco di un importante centro di potere politico-finanziario. Infatti Chinnici era intenzionato ad emettere un mandato di cattura per associazione a delinquere di stampo mafioso nei confronti dei due cugini e confidò tale proposito al commissario Ninni Cassarà e al capitano dei Carabinieri Angiolo Pellegrini.

## Indagini e processi
I processi per il delitto Chinnici sono stati numerosi e l’iter giudiziario è stato lungo e complesso: iniziato nel 1983 si è concluso dopo quasi un ventennio, il 24 giugno 2002. Il primo processo terminò con la condanna dei fratelli Salvatore e Michele Greco, che furono però assolti nel terzo processo d'appello. Il processo Chinnici-bis, fondato su nuove prove, portò invece all'identificazione di mandanti ed esecutori.

### Il primo processo

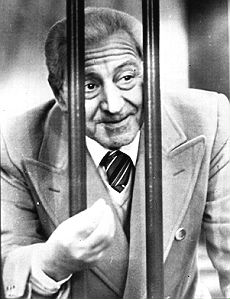
Michele Greco, detto "il Papa", che venne condannato e poi assolto definitivamente come mandante della strage di via Pipitone.

Inizialmente le indagini furono condotte dalla Procura della Repubblica di Caltanissetta, guidate dal procuratore capo Sebastiano Patané, sulla base di informazioni fornite pochi giorni prima dell'attentato dal narcotrafficante libanese Bou Chebel Ghassan. Quest'ultimo aveva avvertito in maniera confidenziale il vicequestore della Criminalpol Tonino De Luca che esponenti di spicco della famiglia Greco dovevano compiere una strage con autobomba in cui avrebbero dovuto essere uccisi l'alto commissario Emanuele De Francesco o un giudice impegnato in indagini antimafia; Ghassan rivelò poi ai giudici che la fonte delle sue confidenze furono due commercianti palermitani, Vincenzo Rabito e Pietro Scarpisi, e un loro accompagnatore, un certo Pippo o Michele (mai identificato), che lo contattarono a Milano per comprare armi ed esplosivo necessari per compiere la strage e che i mandanti erano i Greco di Ciaculli-Croceverde Giardina.
Il 5 dicembre 1983 si aprì il processo di primo grado presso la Corte d'assise di Caltanissetta presieduta dal giudice Antonino Meli. Si trovavano tra gli imputati vari membri della famiglia Greco, tra i quali i fratelli Salvatore e Michele, detti rispettivamente "Il Senatore" e "Il Papa", e un loro cugino anche lui di nome Salvatore detto "L'Ingegnere". A loro carico pendevano le accuse di essere i mandanti della strage, mentre come esecutori materiali erano imputati Pietro Scarpisi, Vincenzo Rabito e lo stesso Bou Chebel Ghassan. A distanza di quasi un anno dalla strage, il 24 luglio 1984 il processo si concluse con le condanne all'ergastolo per i fratelli Greco e, a quindici anni di reclusione per Scarpisi e Rabito, accusati entrambi di associazione mafiosa ma assolti dal reato di strage. Ghassan e l'omonimo cugino di Salvatore Greco detto "L'Ingegnere" furono assolti per non aver commesso il fatto.

### Il primo processo d'appello
Il 14 giugno 1985, la Corte d'assise d'appello di Caltanissetta presieduta dal giudice Antonino Saetta (in seguito assassinato da Cosa Nostra insieme al figlio Stefano nella SS 640 Agrigento-Caltanissetta, stessa strada statale dove a seguito di un altro attentato mafioso perderà la vita il magistrato Rosario Livatino), confermò l'ergastolo per i fratelli Greco e l'assoluzione di Ghassan e "L'ingegnere", mentre condannò Scarpisi e Rabito a ventidue anni per concorso in strage.
Nel giugno del 1986 la prima sezione penale della Cassazione presieduta dal giudice Corrado Carnevale annullò le condanne per vizi di forma nella motivazione e alcuni fascicoli scomparsi stabilendo che si sarebbe dovuto celebrare un nuovo processo di secondo grado presso la Corte d'assise d'appello di Catania.

### Il secondo processo d'appello
Nel secondo mese dell'anno 1987 si aprì presso la Corte d'assise d'appello di Catania il secondo processo d'appello, presieduto dal giudice Giacomo Grassi. A differenza del primo processo era presente in aula l'imputato Michele Greco che all'epoca del primo era latitante. Interrogato, Greco negò di conoscere Rabito e Scarpisi (da lui definiti "due poveracci") e accusò il libanese Ghassan di mentire. Lo stesso Ghassan ritrattò in un primo momento le accuse per poi riconfermarle, affermando di essere preoccupato per la propria incolumità.
Il 2 luglio del 1987 la Corte d'assise d'appello di Catania confermò tutte le condanne espresse precedentemente presso la Corte d'appello d'assise di Caltanissetta. Tuttavia il 18 febbraio 1988 le Sezioni unite penali della Cassazione, presiedute dal giudice Ferdinando Zucconi Galli Fonseca annullarono la sentenza e ridisposero un nuovo giudizio, stavolta dinanzi alla Corte d'assise d'appello di Messina.

### Il terzo processo d'appello
Il 21 dicembre 1988 la Corte d'assise d'appello di Messina, presieduta dal giudice Giuseppe Recupero, assolse per insufficienza di prove tutti gli imputati dal reato di strage ma li condannò per associazione mafiosa: dodici anni di reclusione per Michele Greco, dieci anni per Salvatore Greco. A Scarpisi e Rabito furono comminati cinque anni e dieci mesi in quanto appartenenti alla medesima associazione a stampo mafioso. Il 9 gennaio 1990 la Cassazione rese definitive le assoluzioni di tutti gli imputati dal delitto di strage.

### Inchiesta sull'"aggiustamento" del processo d'appello
Il 4 agosto 1995 la Procura di Reggio Calabria aprì un nuovo filone d’inchiesta che riguardava però la sentenza di assoluzione per la strage emessa dalla Corte d’appello di Messina: sulla base di dichiarazioni dei collaboratori di giustizia messinesi Paolo Samperi, Paolo De Francesco e Umberto Santacaterina, vengono emessi avvisi di garanzia nei confronti del giudice Giuseppe Recupero, dell'ex ministro della Difesa Salvo Andò e dell'ex presidente della Regione Siciliana Giuseppe Campione, che sarebbero intervenuti per "aggiustare" il processo e favorire l'assoluzione degli imputati. Nel 1998 il gip di Reggio Calabria si dichiarò incompetente e trasmise gli atti alla Procura di Palermo, dove l'inchiesta si arenò.

### Il processo Chinnici-bis
A distanza di qualche anno e a seguito di nuove dichiarazioni di alcuni collaboratori di giustizia, tra i quali Calogero Ganci, Francesco Paolo Anzelmo, Giovan Battista Ferrante, Giovanni Brusca e Francesco Di Carlo, la Procura di Caltanissetta riaprì le indagini.
Ne conseguì che nel 1998 vennero rinviati a giudizio i boss Salvatore Riina, Bernardo Provenzano, Raffaele Ganci, Antonio Geraci, Giuseppe Calò, Francesco Madonia, Salvatore Buscemi, Salvatore e Giuseppe Montalto, Matteo Motisi e Giuseppe Farinella, tutti accusati di essere i mandanti della strage di via Pipitone in quanto membri della Commissione provinciale di Cosa Nostra, mentre Antonino Madonia, Calogero e Stefano Ganci, Vincenzo Galatolo, Giovanni Brusca, Giovan Battista Ferrante e Francesco Paolo Anzelmo furono accusati di essere gli esecutori materiali della strage, avendo preso parte alla fase esecutiva dell'attentato, dalla preparazione dell'autobomba fino all'azionamento del telecomando che provocò l'esplosione: secondo le dichiarazioni di questi collaboratori, la strage venne compiuta per “fare un favore a degli amici", cioè ai potenti cugini Nino e Ignazio Salvo, sfiorati dalle indagini di Chinnici.
Nel 2000 la Corte d'assise di Caltanissetta condannò all'ergastolo Salvatore Riina, Bernardo Provenzano, Raffaele e Stefano Ganci, Salvatore Buscemi, Antonino Geraci, Giuseppe Calò, Antonino e Francesco Madonia, Salvatore e Giuseppe Montalto, Matteo Motisi, Giuseppe Farinella e Vincenzo Galatolo mentre i collaboratori Giovanni Brusca, Giovan Battista Ferrante, Francesco Paolo Anzelmo e Calogero Ganci vennero condannati a diciotto anni di carcere ciascuno.
Successivamente nel 2002 la Corte d'assise d'appello modificò le sentenze di alcuni imputati: vennero assolti Matteo Motisi e Giuseppe Farinella e i collaboratori Anzelmo e Brusca furono condannati a quindici anni anziché i diciotto pattuiti inizialmente. Nel novembre dell'anno seguente la Cassazione confermò la sentenza d'appello della Corte d'assise d'appello di Caltanissetta.